# جيم دونيلي (لاعب كرة قاعدة)
جيم دونيلي (بالإنجليزية: Jim Donnelly)‏ هو لاعب كرة قاعدة أمريكي، ولد في 19 يوليو 1865 في نيو هيفن في الولايات المتحدة، وتوفي في 5 مارس 1915 في ميريديان في الولايات المتحدة.